# Labodás
Labodás, román nyelven Lobodaș, település Romániában, Erdélyben, Kolozs megyében.

## Fekvése
Virágosvölgy északkeleti szomszédjában fekvő település.

## Története
Labodás (Lobodaş) korábban Virágosvölgy (Valea Florilor) része volt, 1956-ban 199 lakosa volt. 1966-ban 197 lakosából 184 román, 13 magyar, 1977-ben 168 lakosából 147 román, 4 magyar, 1992-ben pedig 58 román lakosa volt. A 2002-ben végzett népszámláláskor 48 lakosából 47 román, 1 magyar, 2011-ben pedig 23 lakosa volt.